# Rita Sanco
Rita Terezinha Sanco Lima (Gravataí, 16 de julho de 1953) é uma professora e política brasileira, filiada ao Partido dos Trabalhadores (PT). Foi eleita vereadora em dois mandatos 1997-2000 e 2001-2004, após dois mandatos foi Presidente do Departamento Municipal de Habitação (DEMHAB) implementando na cidade de Gravataí diversos programas habitacionais, bem como regularização fundiária. No ano de 2008 foi eleita prefeita de Gravataí após o candidato Daniel Luiz Bordignon ser impedido de concorrer por improbidade administrativa nas Eleições municipais no Brasil em 2008 e cumpriria o mandato até 2013. Porém foi cassada pelo voto de apenas 9 vereadores, utilizando-se de uma maioria momentânea em 15 de outubro de 2011 pela Câmara de Vereadores.
É a primeira prefeita do município a sofrer processo de impeachment. A denúncia e pedido de impeachment foi protocolada na Câmara Municipal de Gravataí pelo Partido Verde (PV) em 9 de junho de 2011.
A sessão que votou a cassação da então prefeita Rita Sanco teve início em 14 de outubro de 2011, durando mais de 30 horas. Em 15 de outubro a Câmara Municipal de Gravataí decidiu pela cassação do mandato de Rita Sanco e seu vice, Cristiano Kingeski, ambos do PT. A maioria do plenário, por 10 votos contra 4, decidiu pelo afastamento da prefeita. A sessão foi marcada por diversas confusões, sendo interrompida em diversos momentos, incluindo uma evacuação de emergência do plenário. Em seu lugar assumiu a Prefeitura de Gravataí o presidente da Câmara, o até então vereador Nadir Rocha do PMDB. A professora Rita Sanco lançou um livro biográfico ("O Golpe da Injustiça") que conta os bastidores da política local.